# Suecia en los Juegos Paralímpicos de Lillehammer 1994
Suecia estuvo representada en los Juegos Paralímpicos de Lillehammer 1994 por un total de 27 deportistas, 22 hombres y cinco mujeres.

## Medallistas
El equipo paralímpico sueco obtuvo las siguientes medallas:
| Nombre | Deporte            | Evento                          |
| --- | ------------------ | ------------------------------- |
| Oro |                    |                                 |
| Åsa Bengtsson | Esquí alpino       | Eslalon B1-2 femenino           |
| David Sundström | Esquí alpino       | Supergigante B1 masculino       |
| Sven Carlsson Jan Edbom Bengt-Arne Johansson Bengt-Gösta Johansson Rolf Johansson Kenth Jonsson Göran Karlsson Jens Kask Mats Nyman Leif Wahlstedt | Hockey sobre hielo | Torneo mixto                    |
| Plata |                    |                                 |
| Torbjörn Ek | Biatlón            | 7,5 km B2 masculino             |
| Daniel Cederstam | Esquí alpino       | Descenso LWXII masculino        |
| Torbjörn Ek | Esquí de fondo     | 5 km B2 masculino               |
| Bronce |                    |                                 |
| Åsa Bengtsson | Esquí alpino       | Eslalon gigante B1-2 femenino   |
| Anne-Lie Gustafsson | Esquí de fondo     | 5 km estilo clásico B2 femenino |